# Oak Ridge (Florida)
Oak Ridge és una concentració de població designada pel cens dels Estats Units a l'estat de Florida. Segons el cens del 2000 tenia 22.349 habitants.

## Demografia
Segons el cens del 2000, Oak Ridge tenia 22.349 habitants, 7.389 habitatges, i 5.379 famílies. La densitat de població era de 2.074,3 habitants/km².
Dels 7.389 habitatges en un 41,5% hi vivien nens de menys de 18 anys, en un 43% hi vivien parelles casades, en un 21,4% dones solteres, i en un 27,2% no eren unitats familiars. En el 18% dels habitatges hi vivien persones soles el 2,5% de les quals corresponia a persones de 65 anys o més que vivien soles. El nombre mitjà de persones vivint en cada habitatge era de 3,02 i el nombre mitjà de persones que vivien en cada família era de 3,4.
Per edats la població es repartia de la següent manera: un 29,6% tenia menys de 18 anys, un 12,7% entre 18 i 24, un 34,9% entre 25 i 44, un 17,5% de 45 a 60 i un 5,3% 65 anys o més.
L'edat mediana era de 29 anys. Per cada 100 dones de 18 o més anys hi havia 101 homes.
La renda mediana per habitatge era de 30.290 $ i la renda mediana per família de 31.422 $. Els homes tenien una renda mediana de 21.991 $ mentre que les dones 18.573 $. La renda per capita de la població era de 12.347 $. Entorn del 17,2% de les famílies i el 19,6% de la població estaven per davall del llindar de pobresa.

## Poblacions més properes
El següent diagrama mostra les poblacions més properes.